# Prowincja Bolikhamxai
Bolikhamxai (laot. ບໍລິຄໍາໄຊ) – prowincja Laosu, znajdująca się w środkowej części kraju. Od wschodu granicy z Wietnamem, od zachodu z Tajlandią.
Prowincja powstała w 1983 roku z części dwóch prowincji: Wientian i Khammouan. Znajduje się tutaj największy sztuczny zbiornik wodny w kraju (Theun Hinboun) z elektrownią wodną.

## Podział administracyjny

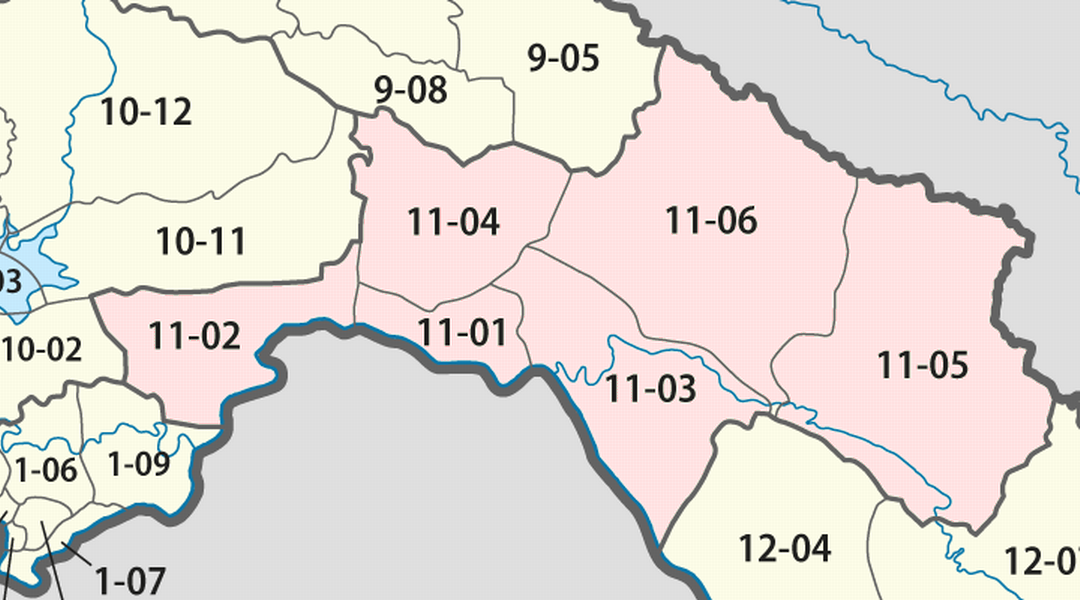
Dyskrykty prowincji Bolikhamxai

Prowincja Bolikhamxai dzieli się na sześć dystryktów:
1. Bolikhanh (11–04)
2. Khamkheuth (11–05)
3. Pakkading (11–03)
4. Paksane (11–01)
5. Thaphabath (11–02)
6. Viengthong (11–06).